# Günther Schütz (Biologe)
Günther Schütz (* 1. Mai 1940 in Bad Schwalbach; † 28. Mai 2020) war ein deutscher Molekularbiologe.
Schütz studierte Medizin an der Johann Wolfgang Goethe-Universität Frankfurt am Main, der Universität Bern und der Universität Gießen und wurde 1967 am Institut für Physiologische Chemie der Universität Marburg promoviert. Als Post-Doktorand war er nach einer Zeit als Medizinischer Assistent an der FU Berlin ab 1969 an der Columbia University (Institute of Cancer Research). Ab 1975 war er als Leiter einer Arbeitsgruppe am Max-Planck-Institut für Molekulare Genetik in Berlin und ab 1980 Leiter der Abteilung Molekularbiologie der Zelle I am Deutschen Krebsforschungszentrum (DKFZ) in Heidelberg. Außerdem war er Professor für Molekularbiologie an der Universität Heidelberg.
Auch nach seiner Pensionierung leitete er seit 2008 als Helmholtz-Professor eine Arbeitsgruppe am DKFZ; er übernahm eine der gerade neu ins Leben gerufenen Helmholtz-Seniorprofessuren, die er bis Ende 2015 innehatte.
Steroidhormone, bestimmte Vitamine und einige andere Signalmoleküle wirken über eine Bindung an spezifische Kernrezeptoren im Innern von Zellen auf Gene, deren Expression sie aktivieren oder reprimieren. Schütz untersuchte den Mechanismus dieser Gensteuerung durch die spezifische DNA-Bindung von Kernrezeptoren, indem er Methoden entwickelte, zugehörige Gene für diese Rezeptoren gezielt in bestimmten Zellen im Mausmodell auszuschalten (Gene Targeting). Speziell befasste er sich mit seiner Gruppe mit Corticosteroiden (Glucocorticoide, Mineralcorticoide) und Östrogenen. Er konnte damit unter anderem deren Rolle bei der Embryonalentwicklung (Differenzierung von Zellen), der Entwicklung des Nervensystems und deren Einfluss auf verschiedene Gehirnfunktionen untersuchen. Er untersuchte damit auch die molekulare Basis von Lernen und Erinnern und Drogenabhängigkeit und in jüngster Zeit Signalwege, die bei der Entstehung von Gehirntumoren wichtig sind.
1988 erhielt er den Gottfried-Wilhelm-Leibniz-Preis. Er erhielt die europäische Medaille der Society of Endocrinology (1997) und den Max-Planck-Forschungspreis für Internationale Kooperation (1998). Er war Mitglied der Leopoldina (seit 2000), der Academia Europaea (1991) und der American Association for Cancer Research.